# 圣菲利普迪塞尼亚勒
圣菲利普-迪塞尼亚勒（法語：Saint-Philippe-du-Seignal，法語發音：[sɛ̃ filip dy sɛɲal]）是法国吉伦特省的一个市镇，属于利布尔讷区。

## 地理
圣菲利普-迪塞尼亚勒（44°49'39"N, 0°15'17"E）面积3.38 平方千米，位于法国新阿基坦大区吉倫特省，该省份为法国西南部沿海省份，是法國本土面积最大的省，北起滨海夏朗德省，西临大西洋，南至朗德省，东南接洛特-加龍省，东临多爾多涅省。
与圣菲利普-迪塞尼亚勒接壤的市镇（或旧市镇、城区）包括：圣阿维-圣纳泽尔、拉扎克德索西尼亚克、利格、皮讷伊。
圣菲利普-迪塞尼亚勒的时区为UTC+01:00、UTC+02:00（夏令时）。

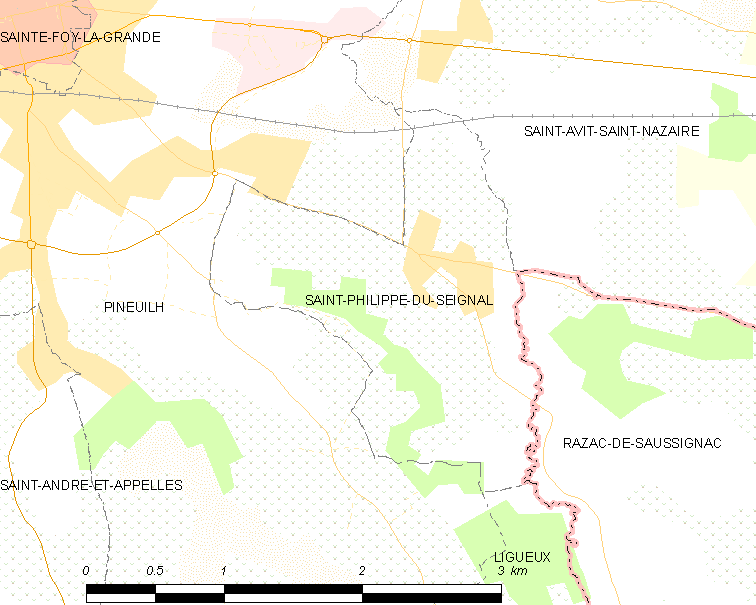
圣菲利普-迪塞尼亚勒的OSM定位图

## 行政
圣菲利普-迪塞尼亚勒的邮政编码为33220，INSEE市镇编码为33462。

## 政治
圣菲利普-迪塞尼亚勒所属的省级选区为勒雷奥莱-莱巴斯蒂德县。

## 人口

1962-2008年间圣菲利普-迪塞尼亚勒人口变化图示

圣菲利普-迪塞尼亚勒于2022年1月1日时的人口数量为498人。